# Берг, Аксель Иванович
А́ксель Ива́нович Берг (29 октября (10 ноября) 1893, Оренбург — 9 июля 1979, Москва) — советский военный и государственный деятель, учёный-радиотехник и кибернетик, основоположник советской школы биологической кибернетики и биотехнических систем и технологий, адмирал-инженер (08.08.1955), заместитель министра обороны СССР (1953—1957).
Академик АН СССР (1946, член-корреспондент с 1943). Доктор технических наук (1936), профессор (1930). Герой Социалистического Труда (1963).

## Биография

### Ранние годы
Аксель Мартин Берг родился 29 октября (10 ноября) 1893 года в Оренбурге в семье генерал-лейтенанта Ивана (Иоганна) Александровича Берга (1830—1900) шведско-финско-немецкого происхождения, лютеранина. Отец умер, когда Акселю было 6 лет. После смерти отца семья переехала в Петербург. Берг учился в Петришуле, с 1904 по 1908 год — в 3-м Петербургском Императора Александра II кадетском корпусе.
В 1914 году окончил Морской корпус и был произведён в офицеры. Во время первой мировой войны служил младшим штурманом на линкоре «Цесаревич», а с июля 1916 по май 1917 года — штурманом и офицером связи на английской подводной лодке E8, действовавшей в составе флотилии британских ПЛ под командованием Макса Хортона, впоследствии адмирала, совместно с русским флотом на Балтийском море. В 1916 году Аксель Берг был произведён в чин лейтенанта.

### Служба на флоте
В 1918 году участвовал в Ледовом походе Балтийского флота. В 1919 был штурманом подводной лодки «Пантера», которая 31 августа 1919 года двумя торпедами у острова Сескар потопила английский эсминец «Виттория», принеся первую победу советским подводникам. В дальнейшем командовал подводными лодками «Рысь», «Волк». В октябре 1921 года был назначен командиром подводной лодки «Змея», находившейся в ремонте. За три месяца подготовил её к выходу на боевые операции. Готовя «Змею» к отплытию, в результате нарушения техники безопасности потерял фалангу пальца. Рейд провёл на посту, и только когда лодка возвратилась на базу, обратился к врачам. Инцидент серьёзно ослабил здоровье моряка, и о дальнейшей службе на лодке не было и речи. За самоотверженную работу по восстановлению подводной лодки А. И. Бергу в 1922 году было присвоено звание «Герой труда Отдельного дивизиона подлодок Балтфлота». В 1922 году он участвовал в разработке «Правил службы на подводных судах».
В 1921 году опубликованы первые научные статьи Берга, посвящённые исследованию, расчёту и применению радиопередатчиков и радиоприёмников на электронных лампах для морского флота, радиосвязи погружённых подводных лодок, а также использованию ультразвуковых систем на флоте.
Службу на флоте совмещал с учёбой в 1-м Петроградском политехническом институте, затем на электротехническом факультете Военно-морской академии, которую окончил с отличием в 1925 году.
После окончания академии преподавал в Военно-морском инженерном училище. С мая 1927 года был председателем секции радиосвязи и радионавигации Научно-технического комитета ВМС РККА. Как преподаватель ВМИУ создал при училище радиолабораторию и занимался в ней научными исследованиями в области радио. В 1932 году лаборатория была преобразована в научно-исследовательский институт, руководителем которого был назначен А. И. Берг. В 1932—1937 годах — начальник Научно-исследовательского морского института связи и телемеханики (НИМИСТ).
26 ноября 1935 году Акселю Бергу было присвоено воинское звание инженер-флагман 2-го ранга.

### Репрессии
25 декабря 1937 года был арестован по обвинению в участии в контрреволюционной организации во флоте и во вредительстве по статьям № 58-1 (измена Родине), № 58-8 (совершение террористических актов) и № 58-11 (участие в контрреволюционной организации с целью совершения террористических актов) УК РСФСР, находился в заключении под следствием до 28 мая 1940 года.
Под побоями дал признательные показания в том, что в течение ряда лет осуществлял шпионскую деятельность в пользу ВМФ Швейцарской конфедерации, затем от них отказался. Хотя все статьи обвинения были «расстрельными», в заключении в одном из «особых конструкторских бюро НКВД» руководил разработкой военных систем связи. Осужден не был, и 28 мая 1940 года был освобождён «за недоказанностью обвинения», а дело было прекращено.
21 мая 1941 года Акселю Бергу было присвоено воинское звание инженер-контр-адмирал. Реабилитирован был только 18 октября 1991 года, уже посмертно.

### Великая Отечественная война
В начале Великой Отечественной войны жил в эвакуации в городе Самарканде, куда была эвакуирована Военно-морская академия, где он профессорствовал.
Во время войны настойчиво продвигал необходимость создания и использования радиолокаторов, возглавлял программу по созданию советских радаров.
С июля 1943 по октябрь 1944 года — заместитель наркома электропромышленности.
Одновременно в 1943—1947 годах — зам. председателя совета по радиолокации ГКО (председателем совета был Г. М. Маленков).
Являлся инициатором основания (июль 1943) и первым директором «Всесоюзного научно-исследовательского института радиолокации» (теперь ЦНИРТИ им. А. И. Берга).
В сентябре 1943 года избран член-корреспондентом АН СССР по Отделению технических наук. Инженер-вице-адмирал (25.09.1944). Член КПСС с 1944 года.

### Послевоенные годы
В 1946 году избран действительным членом АН СССР по отделению технических наук (радиотехника). Параллельно с работой в Совете по радиолокации, Берг был и членом Ракетного комитета.
Был одним из создателей, а впоследствии редактором обширной научно-популярной книжной серии «Массовая радиобиблиотека», издававшейся с 1947 года.
С сентября 1953 по ноябрь 1957 года — заместитель министра обороны СССР. В 1953 году в составе АН СССР был открыт Институт радиотехники и электроники (ИРЭ). Берг стал его первым директором, занимая этот пост до 1955 года. Инженер-адмирал (08.08.1955). В мае 1957 года по личной просьбе, в связи с перенесённым тяжёлым инфарктом, освобождён от должности заместителя министра обороны. В сентябре 1960 года уволен в отставку с военной службы.
С 1950 по 1960 год Берг возглавлял Всесоюзный научный совет по радиофизике и радиотехнике АН СССР. Он внёс также большой вклад в становление кибернетики в СССР. В мае 1954 года в Министерстве обороны СССР А. И. Китовым (другом и соратником А. И. Берга) был создан первый в стране вычислительный центр (ВЦ № 1 МО СССР, ЦНИИ-27, в/ч 01168), который при поддержке А. И. Берга за короткое время превратился в один из крупнейших научно-производственных компьютерных центров мира.
В феврале 1959 года Берг возглавил правительственную комиссию по рассмотрению предложений А. И. Китова руководству СССР (Н. С. Хрущёву) о создании в стране Единой государственной сети вычислительных центров (ЕГСВЦ, прообраз сети Интернет) для управления национальной экономикой. Комиссия одобрила предложения А. И. Китова.
В 1959 году Берг стал председателем научного совета по комплексной проблеме «Кибернетика» при Президиуме АН СССР (Совет размещался в здании ВЦ АН СССР). Возглавлял координацию исследований по кибернетике. Внёс значительный вклад в становление в СССР бионики, технической кибернетики, структурной лингвистики, искусственного интеллекта.

### Смерть

Могила Берга на Новодевичьем кладбище Москвы

Аксель Берг умер 9 июля 1979 года в Москве. Он похоронен на Новодевичьем кладбище.

## Семья
- Элеонора Рудольфовна Бетлинг (1893—1942) — первая жена А. И. Берга, дочь врача, статского советника Р. Р. Бетлинга.
- Марианна Ивановна Берг (Пензина, 1901—1981) — вторая жена А. И. Берга, дочь унтер-офицера.
  - Марина Акселевна Берг (1929—1984) — дочь от второго брака.
- Раиса Павловна Берг (1929—2004) — третья жена.
  - Маргарита Акселевна Берг (р. 1961) — дочь от третьего брака.

## Награды
- Герой Социалистического Труда (10.11.1963)[12]
- Четыре ордена Ленина (21.02.1945, 18.07.1953, 10.11.1963, 1975)
- Орден Октябрьской Революции (1973)
- Два ордена Красного Знамени (3.11.1944, 7.11.1947)
- Орден Отечественной войны 1-й степени (7.11.1945)
- Три ордена Красной Звезды (22.02.1933, 06.1945, 1967)
- Медаль «За победу над Германией в Великой Отечественной войне 1941—1945 гг.» (1946)
- Медаль «За победу над Японией» (1946)
- Ряд других медалей СССР
- Почётный радист СССР
- Золотая медаль имени А. С. Попова (13.04.1951)
- Орден Святого Станислава 3-й степени с мечами и бантом (6.06.1916)
- Медаль «Китайско-советская дружба» (КНР)[13]

## Адреса в Петрограде — Ленинграде
- 1922—1931 — улица Глинки, 3;
- 1931—1937 — улица Профессора Попова, 5.

## Память
Имя академика А. И. Берга присвоено:
- улице в городе Жукове
- школе № 2 г. Жуков
- ФГУП «ЦНИРТИ имени академика А. И. Берга» (с 1943)[к 2]
- Институту кибернетики и образовательной информатики имени А. И. Берга (ИКОИ) (c 2015)[к 3]
- Научно-поисковому судну «Академик Берг»[14].

### Мемориальные доски

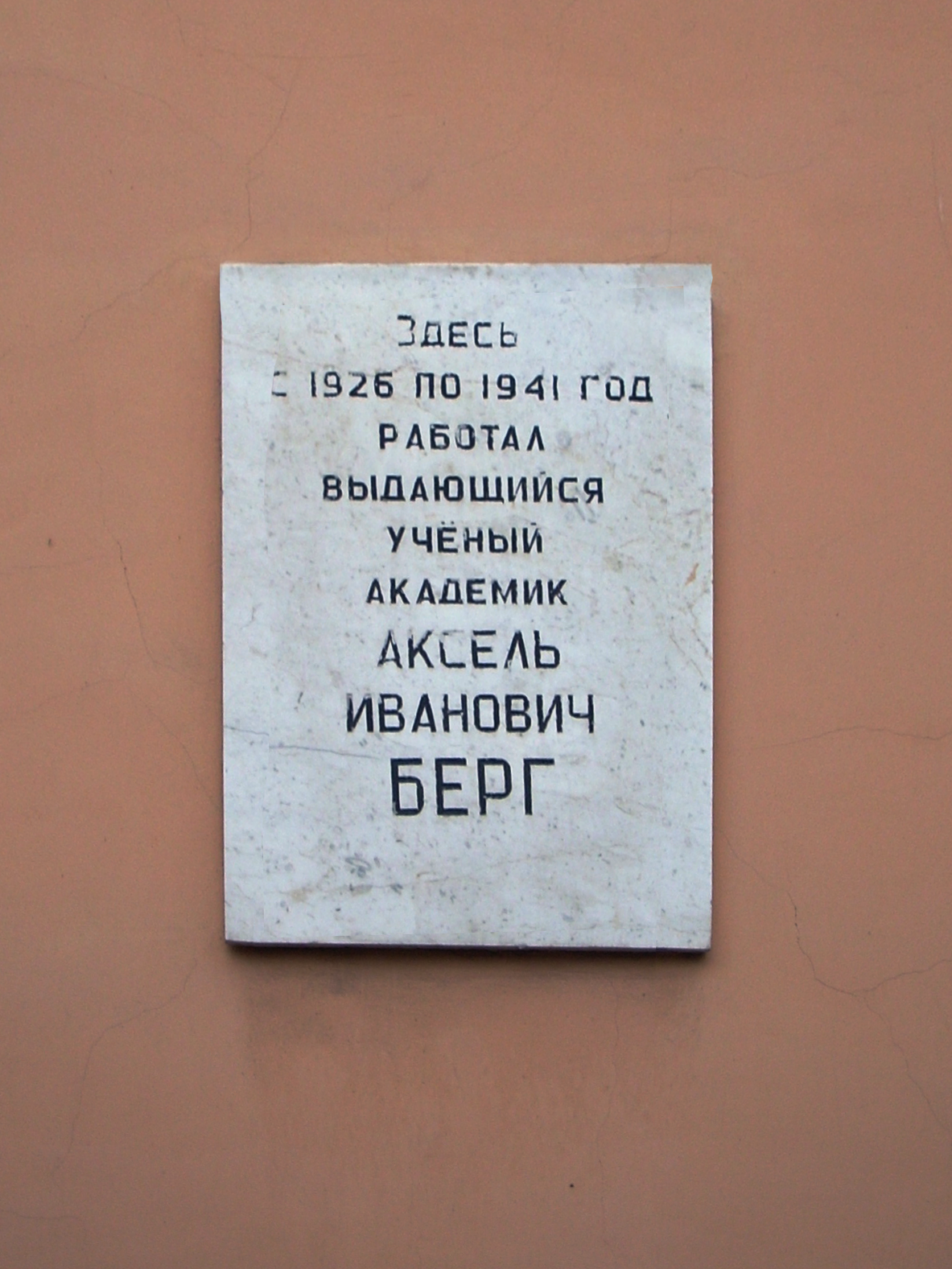
Мемориальная доска на стене ЛЭТИ

- Мемориальная доска установлена на доме № 10 по улице Советской в Оренбурге, где Берг родился и провёл свои ранние детские годы.
- Мемориальная доска установлена на стене дома № 4 по улице Губкина, где Берг жил в Москве.
- Мемориальная доска установлена в 1993 году на стене второго корпуса СПбГЭТУ «ЛЭТИ» им. В. И. Ульянова-Ленина (улица Профессора Попова, 5)[15].

По словам автора «Приключений Электроника» Евгения Велтистова, именно академик Берг послужил прототипом профессора Громова — создателя Электроника.